# Motorola 68LC040

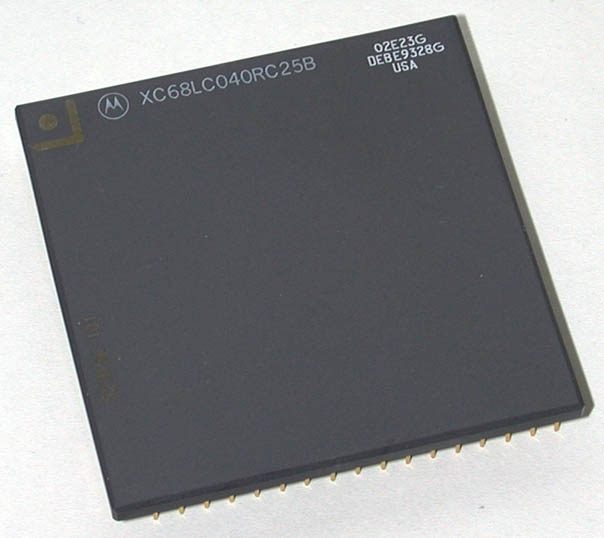
El procesador Motorola 68LC040.

El Motorola 68LC040 es un microprocesador.
Es la versión barata del procesador Motorola 68040. El 68LC040 fue utilizado por Apple en algunos de sus equipos, como el LC475.
Este procesador trabajaba a velocidades entre 25 y 50 MHz y carecía de coprocesador matemático o unidad de coma flotante, por lo que se reducían los gastos de producción al igual que el rendimiento de dicho procesador en tareas específicas.
Para los ordenadores de Apple que disponían de este procesador cabía la posibilidad de implementar una unidad de coma flotante a través de una tarjeta que se insertaba en la ranura PDS (Processor Direct Slot) con la que se podía añadir funcionalidades a los equipos, como una tarjeta de red, de sonido, gráfica, etc.
- Datos: Q2755495